# Gesundheit! Intézet
A Gesundheit! Intézet (angol nevén Gesundheit! Institute - a német gesundheit szó egészséget jelent) egy amerikai projekt, amelyet Hunter „Patch” Adams alapított 1971-ben, az amerikai pocahontas-megyei Hillsboro városában. Az intézet célja megreformálni az egészségügyi ellátást. Az intézetben az egészségügyi ellátás ingyenes, a betegeket barátként kezelik. Az intézet szerint az egészségügyet jelenleg a kapzsiság és a versengés jellemzi, amit ők szeretnének átalakítani nagylelkűvé és együttérzővé.

## Jellemzés
Az intézet legfőbb célja az, hogy a hagyományos kórházi ellátásba integrálja az alternatív gyógymódokat, úgy mint természetgyógyászat, akupunktúra vagy homeopátia. Az ellátás része az integrált gyógyítás is, amelyben fontos szerepet kapnak az előadó művészetek, kézművesség, a természet, földművelés és egyéb szabadidős tevékenységek. Az intézet egyik állandó küldetése a humanitárius bohóckodás elképzelése. Az egészségügyi kezelés szerves részeként használják a nevetést. Az intézet korábban már küldött bohócokat háborús övezetekbe a boszniai háború idején, menekülttáborokba Makedóniába, illetve dél-afrikai árvaházakba.

## Jelenlegi tervek
2007 októberében Patch Adams és az intézet testülete bejelentette, hogy szeretnének összegyűjteni 1 millió amerikai dollárt egy oktatási központ és egy klinika építéséhez, amelyet az intézet nyugat-virginiai területén valósítanának meg.  A terv részét képezi egy negyvenágyas kórház is, amelyben mindenre kiterjedő egészségügyi ellátást kívánnak megvalósítani.